# Cortijo de Torres
Cortijo de Torres es un barrio perteneciente al distrito Cruz de Humilladero de la ciudad andaluza de Málaga, España. Según la delimitación oficial del ayuntamiento, limita al norte con el polígono industrial Siemens y el barrio de Tiro de Pichón; al este, con el Cementerio de San Rafael; al sur, con el barrio de El Duende; y al oeste, con el Recinto Ferial Cortijo de Torres, del que lo separa la Ronda Oeste.
La zona residencial también es conocida como El Copo. 

## Transporte
En autobús queda conectado mediante las siguientes líneas de la EMT: 4,19,20,22,1
Cercanías con Victoria Kent (Tren)
Metro de málaga con L1 y L2 
| Línea | Trayecto                          | Recorrido                                                                                                   | Frecuencia |
| ----- | --------------------------------- | --- | ---------- |
| 20    | Alegría de la huerta - Los Prados | Recorrido (enlace roto disponible en Internet Archive; véase el historial, la primera versión y la última). | 15 minutos |